# Книга джунглів 2
«Кни́га джу́нглів 2» (англ. The Jungle Book 2) — повнометражний мультфільм, створений студією DisneyToon Studios в Сіднеї в Австралії і показаний студією Уолта Діснея та компанією Buena Vista Distribution. Мультфільм був вперше анонсований в США 9 лютого 2003 року. «Книга джунглів 2» є сиквелом діснеївського мультфільму «Книга джунглів», в якому Гейлі Джоел Осмент озвучив Мауглі, а Джон Гудмен озвучив медведя Балу. Не дивлячись на те, що даний мультфільм позиціювався як «для продажу тільки на відеоносіях», компанія Діснея з початку представила його на екранах, подібно сиквелу «Пітера Пена», «Пітер Пен 2: Повернення до Небувалії».

## Сюжет
Деякий час поживши в селі з людьми, Мауглі стає місцевою знаменитістю завдяки своїм розповідям про веселощі в джунглях. Проте його названий батько, якого Мауглі називає «сер», боїться джунглів із-за подряпини, отриманої від Шер-Хана. Мауглі скучає за джунглями, те ж саме відчуває стосовно нього його старий друг Ведмідь Балу. Одного разу він, навіть попри заборону Багіри, пробирається в село і забирає Мауглі, з великою радістю до останнього. За ними по п'ятах йдуть кохана Мауглі, дівчинка Шанті, і його маленький звідний брат Ранджан, який таємно зачарований його оповіданнями про джунглі та хоче жити вільним життям диких звірів. Але не лише ці четверо вийшли на арену тигр Шер-Хан також, він жадає помсти хлопчику і тепер має намір вбити його.

## Озвучування ролей
- Гейлі Джоел Осмент — Мауглі
- Джон Гудмен — Балу
- Боб Джолс — Багіра
- Тоні Джей — Шер-Хан
- Мей Вітман — Шанті
- Коннор Фанк — Ранжан
- Джон Ріс-Девіс — батько Ранжана
- Віна Бідаша — Мессуа
- Джим Каммінгс — Каа, полковник Хатхі, бабуїн Фланкі, гриф Баззі
- Джиммі Беннетт — Джуніор
- Барон Дэвіс — гриф Діззі
- Джефф Беннетт — гриф Флепс
- Джесс Харнелл — гриф Зіггі
- Філ Коллінз — гриф Лакі

## Деякі деталі
- Ідея створити сиквел до мультфільму "Книга джунглів" з'явилася в 1990-і роки. Оригінальна ідея мала наступний сюжет: Балу закохується у ведмедицю і намагається врятувати її від браконьєра. Проте кінець кінцем студія Дісней вирішила створити іншу версію сиквелу, з оригінальними персонажами[4][5].
- Джон Гудмен записував своє озвучування в Новому Орлеані, в той час, як Гейлі Джоэл Осмент записував озвучування в Каліфорнії[6].
- У 2001 році виник конфлікт з приводу персонажа Луї. Вдова Луї Прима, що озвучив джазовий спів мавпячого короля Луї в мультфільмі «Книга джунглів» 1967 року, подала позов проти Діснея за «порушення договору без виплати авторських відрахувань, збагачення, шахрайство і ненавмисне введення в оману». На її думку, Дісней незаконно використав персонажа Луї, а також голос її чоловіка у своїх інших роботах. Пізніше конфлікт був врегульований Діснеєм в позасудовому порядку, пообіцявши більше ніде не використати образ Луї. Це головна причина, чому він не з'являється в сиквелі[6].
- Під час виконання класичної мелодії «Шукай тільки потрібне» з першої частини мультфільму, два грушеподібні предмети ударяють удава Каа по голові, роблячи його схожим у цей момент на Мікі Мауса.
- Під час виконання пісні в колишньому палаці Короля Луї знаходиться багато бегемотів і папуга Ара, хоча ні ті, ні інші в Індії (де відбувається дія) не водяться. Втім, можливо, що бегемоти, показані у фільмі, належать до виду Hippopotamus palaeindicus, який дійсно жив в Індії.